# Qu'est-ce qu'on attend pour être heureux ! (film)
Pour la série télé d'Anne Giafferi, voir Qu'est-ce qu'on attend pour être heureux ? (série télévisée).
Pour la chanson de Paul Misraki et André Hornez, voir Qu'est-ce qu'on attend pour être heureux ?.
Pour plus de détails, voir Fiche technique et Distribution.
Qu'est-ce qu'on attend pour être heureux ! est un film français réalisé par Coline Serreau et sorti en 1982.

## Synopsis
À la fin du tournage d'un film publicitaire, le commanditaire annonce que les heures supplémentaires ne seront pas payées et exige de retourner la dernière scène, ce que refusent les figurants qui se mettent alors en grève.

## Fiche technique
- Réalisation : Coline Serreau
- Scénario : Coline Serreau
- Costumes : Édith Vesperini
- Photographie : Jean-Noël Ferragut
- Montage : Jacqueline Meppiel
- Musique : Jeff Cohen
- Pays :  France
- Production :  Elephant Production, Top n°1, Union générale cinématographique
- Genre : Comédie
- Durée : 92 minutes
- Date de sortie : 
  - France - 1er septembre 1982

## Distribution
- Annick Alane : Lulu
- Bernard Alane : Le chef de produit
- Michel Berto : Monsieur tout le monde
- Romain Bouteille : Joachim
- Evelyne Buyle : Jean Harlow
- Jeff Cohen : Le pianiste / Un machiniste
- Josine Comellas : Madame tout le monde
- Pierre Courrège : Un machiniste
- Victor Cuno : Le danseur à claquette
- Laure Duthilleul : L'habilleuse
- Pierre-Marie Escourrou : Norbert
- Jean-Pierre Franchetti : Le danseur
- Alain Frérot : Un machiniste
- Henri Garcin : Le metteur en scène
- André Gille : Maurice
- Mathé Souverbie : Nini
- Hervé Icovic
- Pierre Vernier
- Elisabeth Wiener : Une 'conceptrice'
- Bernard Sancy : Le maquilleur